# Institut de management et de communication interculturels
Die Institut de management et de communication interculturels (ISIT) ist eine private gemeinnützige Hochschule mit Sitz in Paris und eine Teileinrichtung der Universität Paris-Panthéon-Assas.
Das ISIT wurde 1957 gegründet und bietet Ausbildungen in interkulturellem Management und Kommunikation, internationalen Beziehungen, Übersetzen und Konferenzdolmetschen an und hat rund 800 Studenten.
Die Einrichtung ist Mitglied der Conférence des grandes écoles.

## Berühmte Absolventen und Dozenten
- Mireille Guiliano (* 1946), französische Managerin und Bestseller-Autorin von unterhaltender Ratgeberliteratur in englischer Sprache
- Jean-René Ladmiral (* 1942), französischer Germanist, Übersetzer, Übersetzungswissenschaftler und Philosoph, Dozent am ISIT